# FC Lahti
FC Lahti este un club de fotbal din Lahti, Finlanda. Echipa susține meciurile de acasă pe Lahden Stadion cu o capacitate de 14.000 de locuri.

## FC Lahti în Europa
| Sezon   | Competiție         | Rundă |          | Club          | Acasă | Deplasare |
| ------- | ------------------ | ----- | -------- | ------------- | ----- | --------- |
| 2009-10 | UEFA Europa League | 1QR   | Albania  | Dinamo Tirana | 4-1   | 0-2       |
|         |                    | 2QR   | Slovenia | ND Gorica     | 2-0   | 0-1       |
|         |                    | 3QR   | Belgia   | Club Brugge   | 1-1   | 2-3       |

## Palmares
- Cupa Ligii Finlandei (1):
  - 2007

## Fotbaliști notabili
- Jari Litmanen
- Petri Pasanen
- Mika Väyrynen
- Petri Tiainen
- Pekka Lagerblom
- Njazi Kuqi
- Tuomas Haapala
- Berat Sadik
- Michał Sławuta
- Péter Kovács
- Istvan Hamori
- Marko Kristal
- Indrek Zelinski